# Mortal Kombat 2 (film)
Mortal Kombat 2 är en kommande amerikansk fantasyfilm, med planerad premiär till 2025. Den är regisserad av Simon McQuoid, med ett manus skrivet av Jeremy Slater, baserad på datorspelsserien Mortal Kombat. Filmen är en uppföljare till Mortal Kombat från 2021.
Filmen är planerad att ha biopremiär i Sverige den 24 oktober 2025, utgiven av Warner Bros. Pictures.

## Rollista (i urval)
Källa: 
- Lewis Tan – Cole Young
- Karl Urban – Johnny Cage
- Jessica McNamee – Sonya Blade
- Mehcad Brooks – Jackson "Jax" Briggs
- Tadanobu Asano – Raiden
- Ludi Lin – Liu Kang
- Chin Han – Shang Tsung
- Joe Taslim – Sub-Zero / Noob Saibot
- Hiroyuki Sanada – Hanzo Hasashi / Scorpion
- Josh Lawson – Kano
- Tati Gabrielle – Jade
- Desmond Chiam – King Jerrod
- Damon Herriman – Queen Sindel
- Adeline Rudolph – Kitana

## Produktion
Filmen började spelas in den 22 juni 2023 på Village Roadshow Studios i Gold Coast, Queensland. Inspelningarna avbröts i juli på grund av Hollywoodstrejken 2023 och blev återupptagna efter strejkens slut i november 2023. Filmen blev färdiginspelad i slutet av januari 2024.